# 黑龙江湿地
黑龙江省共拥有天然湿地434万公顷。至2005年2月，黑龙江省共建有省级以上湿地自然保护区40处，总面积达到313万公顷，其中国家级8处，省级32处，还拥有扎龙、兴凯湖、三江、洪河等4处国际重要湿地。
境内湿地主要分布在三江平原、松嫩平原和大小兴安岭。主要分为四个类型，即：河流湿地、湖泊湿地、沼泽湿地和沼泽化草甸湿地。
至2005年2月，已经在乌苏里江沿岸建立了兴凯湖、虎口、月牙湖、珍宝岛、东方红、乌苏里江和三江、饶河大佳河等8处国家级和省级自然保护区，基本覆盖了乌苏里江沿岸。在三江平原腹地的七星河、挠力河流域建立了七星河、挠力河两处国家级自然保护区和东升、三环泡2处省级自然保护区。在嫩江源头及嫩江、松花江流域已经建立和规划建立的湿地保护区也达到15处。